# بلاغوي غيورغييف
بلاغوي جوريف غيورغييف (بالبلغارية: Благой Жорев Георгиев)‏ (مواليد 21 ديسمبر 1981 في صوفيا) لاعب كرة قدم بلغاري دولي يجيد اللعب في خط الوسط . يلعب حاليا لصالح نادي تيريك غروزني الروسي منذ 2009 .

## روابط خارجية
- بلاغوي غيورغييف على موقع الاتحاد الأوربي (الإنجليزية)
- بلاغوي غيورغييف على موقع قاعدة بيانات كرة القدم.إي يو (الإنجليزية)
- بلاغوي غيورغييف على موقع بيانات كرة القدم. دي إي (الألمانية)
- بلاغوي غيورغييف على موقع ناشيونال فوتبول تيمز (الإنجليزية)
- بلاغوي غيورغييف على موقع Soccerway.com (الإنجليزية)
- بلاغوي غيورغييف على موقع كووورة
- Career stats at fussballdaten.de